# Nils Westermark
Nils Johan Hugo Heyman (Stoccolma, 9 settembre 1892 – Stoccolma, 24 gennaio 1980) è stato un velista svedese, vincitore della medaglia d'argento ai Giochi olimpici di Stoccolma 1912 nella classe 8 metri a bordo dell'imbarcazione chiamata Sans Atout insieme a Emil Henriques, Herbert Westermark, suo fratello Herbert e Alvar Thiel.

## Palmarès
- Giochi olimpici

Stoccolma 1912: argento nella classe 8 metri.